# 日本カストディ銀行
株式会社日本カストディ銀行（にほんカストディぎんこう、英: Custody Bank of Japan, Ltd.）は東京都中央区晴海1丁目の晴海アイランドトリトンスクエアに本社を置き、有価証券の保管や管理事務を行う資産管理業務に特化する日本の大手信託銀行である。
2020年（令和2年）7月、JTCホールディングスと、資産管理サービス信託銀行を吸収合併のうえ、旧商号の日本トラスティ・サービス信託銀行より変更した。本稿では、前身の3社についてもそれぞれ記述する。

## 概要

JTSB時代のロゴ

日本カストディ銀行は2000年6月20日、大和銀行（現・りそな銀行）と住友信託銀行（現・三井住友信託銀行）の合弁で設立された（後述）。
現在の日本カストディ銀行は日本トラスティ・サービス信託銀行と、資産管理サービス信託銀行の資産管理特化型信託銀行の機能（投資ファンドの運営、国内証券管理・外国証券管理、国内外カストディ業務、店頭デリバティブ取引の担保管理業務）を引き継いでいる。
同業には日本マスタートラスト信託銀行や、ステート・ストリート信託銀行がある。

## 沿革

### 日本トラスティ・サービス信託銀行
- 2000年（平成12年）6月 - 大和銀行（現・りそな銀行）と住友信託銀行（現・三井住友信託銀行）の折半出資で、日本トラスティ・サービス信託銀行株式会社（英: Japan Trustee Services Bank, Ltd.）を設立[3]。
- 2002年（平成14年）9月 - 中央三井信託銀行（現・三井住友信託銀行）が資本参加。
- 2007年（平成19年）9月 - 日本郵政公社が外部委託する郵貯・簡保機構の保有する約130兆円の債券管理業務を、マイナス9億8000万円で落札。
- 2010年（平成22年）10月 - 日本トラスティ情報システムを吸収合併[4]。
- 2011年（平成23年）4月1日 - 中央三井信託銀行と住友信託銀行の経営統合により、三井住友トラスト・ホールディングス（現・三井住友トラストグループ）を設立[5]。これに伴い、JTSBは三井住友トラストHD（66.66％）、りそな銀行（33.34％）の出資比率となる。
- 2018年（平成30年）10月1日 - 資産管理サービス信託銀行との共同株式移転により、JTCホールディングスを設立[6][7]。

### 日本カストディ銀行
- 2020年（令和2年）7月27日 - 日本トラスティ・サービス信託銀行が資産管理サービス信託銀行とJTCホールディングスを吸収合併のうえ、株式会社日本カストディ銀行（英: Custody Bank of Japan, Ltd.）に商号変更[2]。旧資産管理サービス信託銀行の株主が資本参加。
- 2022年（令和4年）7月7日 - 翌2023年2月20日から、岡山県岡山市北区のNTTクレド岡山ビルに本社機能の一部（人事、総務等）を移転することを発表[8][9]。
- 2023年（令和5年）6月9日 - 元取締役による不正行為の判明、第三者委員会設置を発表[10]。

## 資産管理サービス信託銀行
資産管理サービス信託銀行株式会社（英: Trust & Custody Services Bank, Ltd.）はかつて存在した大手信託銀行。主に、マスタートラスト業務やカストディ業務のほか、確定拠出年金（iDeCo）の資産管理業務を行っていた。

### 経営指標
参照：
| 売上高（経常収益） | 経常利益    | 純利益   | 純資産        | 総資産            |
| ------------------ | ----------- | -------- | ------------- | ----------------- |
| 254億9800万円      | 3億2800万円 | 6400万円 | 594億9300万円 | 5兆9722億6400万円 |

#### 金融商品の時価等
| 預金預け金        | 貸出金残高       |
| ----------------- | ---------------- |
| 2兆4070億3000万円 | 1兆5565億900万円 |

### 年表
- 2001年（平成13年）1月22日 - みずほ信託銀行、朝日生命保険、初代第一生命保険（後の第一生命ホールディングス）、富国生命保険、安田生命保険（現・明治安田生命保険）の5社共同出資で、信託銀行の資産管理サービス信託銀行を設立[12]。
- 2001年（平成13年）1月30日 - 営業開始。
- 2003年（平成15年）3月 - みずほフィナンシャルグループが資本参加。
- 2016年（平成18年）10月20日 - かんぽ生命保険が資本参加[13]。
- 2018年（平成30年）10月1日 -  日本トラスティ・サービス信託銀行との共同株式移転により、JTCホールディングスを設立。
- 2020年（令和2年）7月27日 - 日本カストディ銀行に合併され解散。

## JTCホールディングス
JTCホールディングス株式会社（英: JTC Holdings, Ltd.）はかつて存在した銀行持株会社。2018年（平成30年）10月1日、日本トラスティ・サービス信託銀行と資産管理サービス信託銀行の経営統合（共同株式移転方式）で発足した。

### 経営指標
参照：
| 売上高（経常収益） | 経常利益     | 純利益      | 純資産         | 総資産             |
| ------------------ | ------------ | ----------- | -------------- | ------------------ |
| 556億5300万円      | 10億6900万円 | 5億9800万円 | 1189億4400万円 | 15兆9178億3700万円 |

### 年表
- 2018年（平成30年）10月1日 - 日本トラスティ・サービス信託銀行と、資産管理サービス信託銀行の共同株式移転により、JTCホールディングスを設立。
- 2020年（令和2年）7月27日 - 日本カストディ銀行に合併され解散。